# Vergiss es / Forget it
A Vergiss es / Forget it Matthias Reim 2004-es válogatáslemezén (Deja Vu - Das Beste von Matthias) hallható új dal, melyet Bonnie Tylerrel közösen énekel félig angol-félig német nyelven. A dalban nem csak Matthias énekel angol és német nyelven, hanem Bonnie Tyler is.  
A dalhoz kislemez is készült, a rádió és az album verzióval, ezek félig német és félig angol nyelvű valamint angol verzióban, amelyben Matthias is angolul énekel. Továbbá Reim egyik korábbi slágernek felújított változata is helyet kapott a kiadványon. A dal Németországban a toplista 64. helyéig jutott Ukrajnában viszont bekerült a TOP10-be! A dalnak köszönhetően 2004-ben German ECHO Awards díjra jelölték Matthias válogatásalbumát.
A dalt Németországban nagy reklámkampánnyal hirdették többek között "Duett des Jahres" vagyis az év duettje szalagcímekkel.

## Toplista
| Chart (2004) | Legjobb helyezés |
| ------------ | ---------------- |
| Németország  | 64               |
| Ukrajna      | 10               |

## A produkció
- ének: Matthias Reim & Bonnie Tyler (1,2,3,)
- szerző: André Frankle; Joachim Horn-Bernges (1,2,3,)
- szöveg: Joachim Horn-Bernges, Stuart Emerson (1,2,3,) Matthias Reim (4,)
- producer: Matthias Reim (1,2,3,4,)
- co-producer: André Franke
- mix: Berne Staub von Avalon Studio Zürich (1,2.3.) Gary Jones Ibiza Music Factory (4,)
- Stúdió: Stuart Emerson Music/Kobalt Music/Warner Chappell (1,2,3,) Polygram Songs (4,)